# Ford Focus I
La Ford Focus I (oppure Focus MkI o Mk1) è un'autovettura di segmento C prodotta dalla filiale europea della casa automobilistica statunitense Ford dal 1998 al 2005.
Si tratta della prima generazione della berlina compatta Ford.

## Descrizione e storia

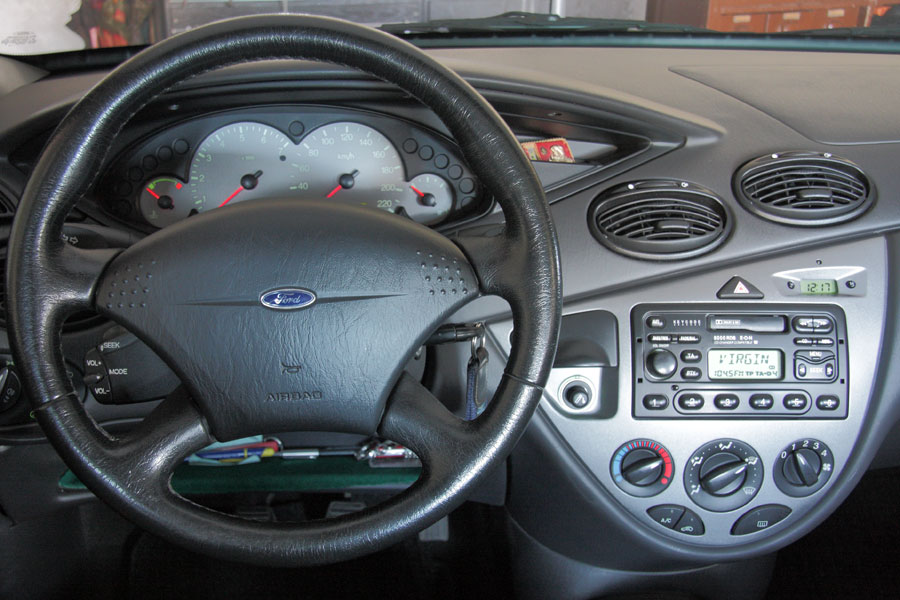
Interno di una Focus Zetec prima serie

La prima serie della Focus venne introdotta nel 1998 per sostituire la Ford Escort ed era costruita sulla piattaforma C170. Il suo sviluppo costò al costruttore americano una cifra compresa tra i 2 e i 3 miliardi di dollari all'epoca. Il design esterno adottava le soluzioni del New Edge Design lanciato con la Ford Ka nel 1996, ovvero caratterizzato da linee curvilinee e arrotondate. Furono introdotti importanti accessori per la sicurezza passiva quali gli airbag frontali e l'ABS di serie in tutte le versioni. La lista degli optional (alcuni disponibili solo sulla versione Ghia) comprendeva l'aria condizionata, autoradio con lettore CD, il computer di bordo, il Tempomat, i sedili a regolazione elettrica, i finestrini elettrici (di serie sugli allestimenti superiori) e anche l'ESP.
La produzione della Focus MkI venne collocata a Saarlouis (Germania) e a Valencia (Spagna). Dal luglio 2002 la produzione venne estesa anche a San Pietroburgo (Russia), a Hermosillo (Messico), a General Pacheco (Argentina) e a Wayne (USA), aumentando la diffusione ad altri mercati.

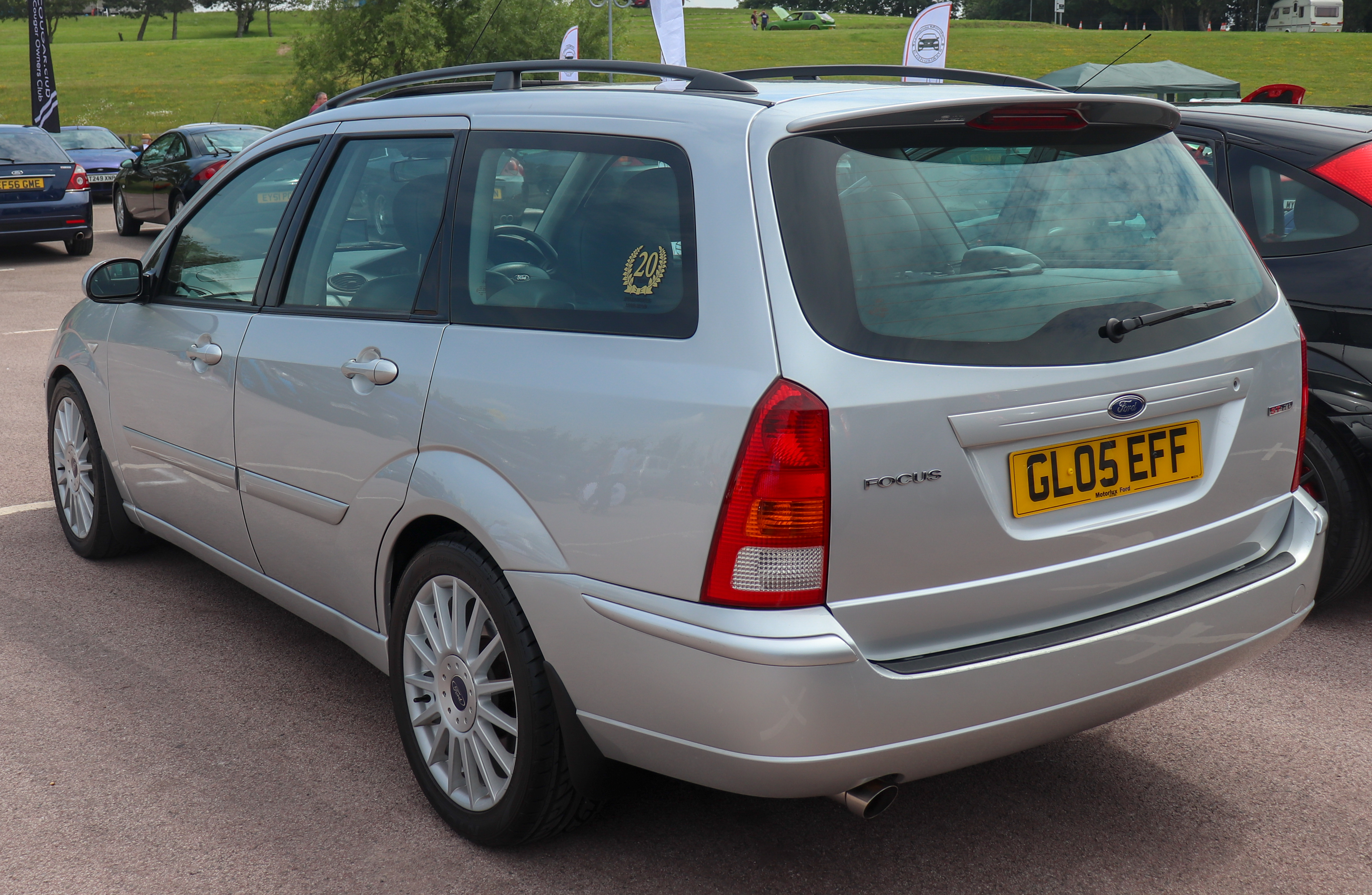
Retro Focus ST170SW

L'auto venne venduta in vari allestimenti: Ambiente (la versione base), lo sportiveggiante Trend (successivamente denominato Zetec) e l'elegante e più costoso Ghia. Questi allestimenti si distinguevano per via di differenze riguardanti gli esterni e gli interni del veicolo. Quello più ricco era il Ghia che si distingueva esternamente non solo grazie alla presenza del logo sulle portiere posteriori, ma anche per gli inserti cromati nel porta targa posteriore e tra il paraurti anteriore e la mascherina. Negli interni il cruscotto era bicolore con la parte superiore scura e quella inferiore chiara, così come i sedili e i pannelli porta. La plancia era in simil-radica, mentre la selleria era in velluto. Il volante, i pomelli del cambio e del freno a mano erano rivestiti in pelle e le maniglie per l'apertura delle porte erano cromate. I finestrini posteriori erano elettrici così come gli specchietti retrovisori. La luce centrale anteriore aveva tre lampadine, quindi era più luminosa rispetto agli altri modelli.
Subito sotto l'allestimento Ghia si trovava il Trend, che successivamente venne rinominato Zetec (come i motori). Era più sportiva rispetto alle altre versioni ed era distinguibile solo dalla differente mascherina a nido d'ape, dalla presenza di fendinebbia e dai cerchi in lega da 15 pollici a 5 razze sdoppiate.
Internamente presentava la plancia, il pomello del cambio e altri dettagli in plastica color grigio opaco. Inoltre il quadro strumenti aveva un caratteristico sfondo color titanio.
Oltre al modello 5 porte, nei primi mesi del 1999 vennero commercializzati il modello 3 porte e la versione station wagon, la quale fu la variante che vendette di più. In alcuni mercati dell'Europa orientale e dell'America Latina (ma non in Italia) fu inoltre venduta la versione a 3 volumi, chiamata Focus Sedan. La prima serie venne sottoposta ai crash test dell'Euro NCAP nel 1999 ottenendo il risultato di 4 stelle e diventando la macchina più sicura nel segmento in quel periodo.

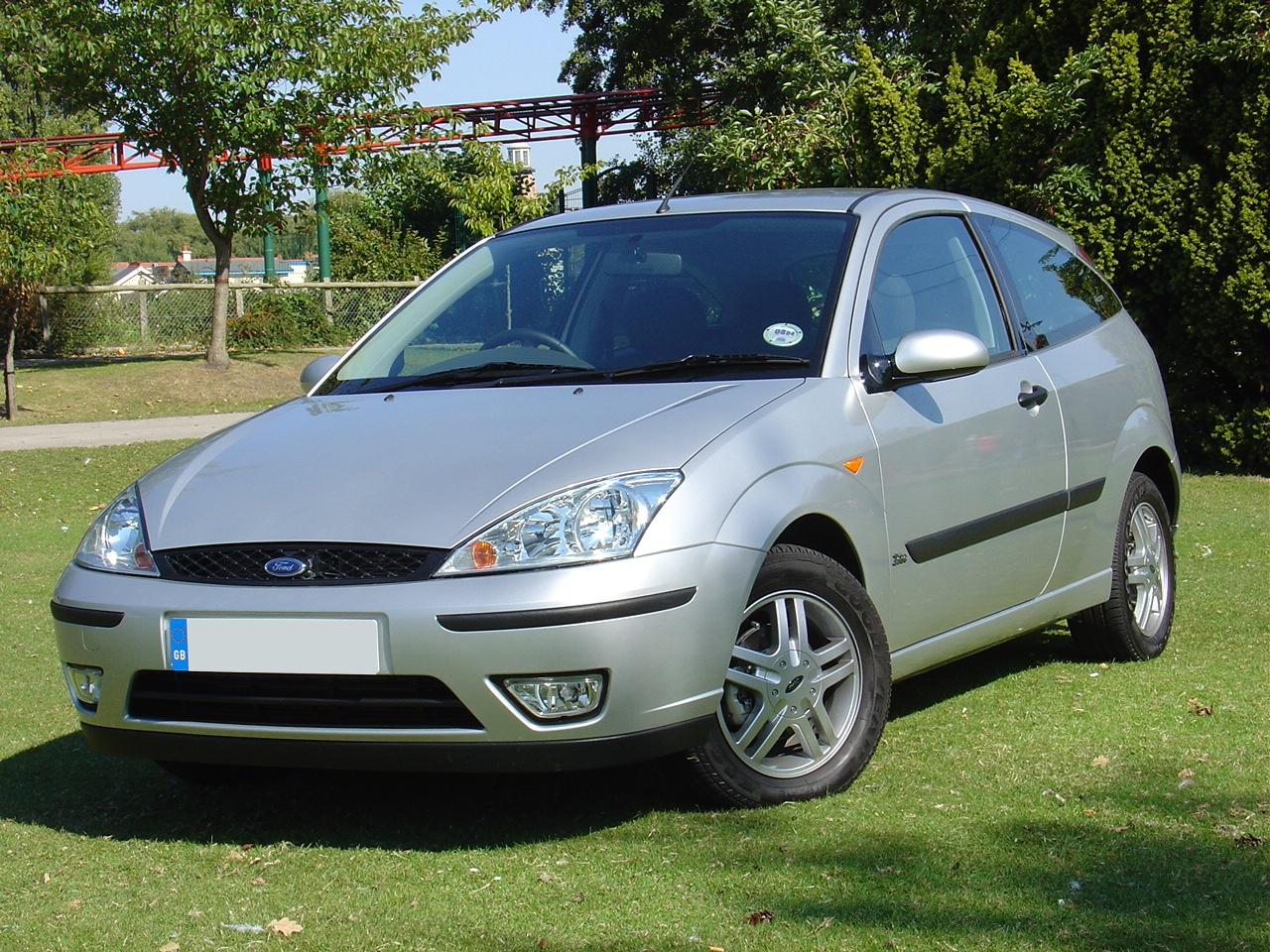
Focus Restyling

## Evoluzione

### Restyling 2001
Nel novembre 2001, la Focus ricevette un leggero restyling con nuovi fari anteriori con frecce integrate e anabbaglianti allo xeno come optional, paraurti differenti, migliorie negli interni e alcuni cambiamenti nelle connessioni elettriche (in particolare l'installazione di alcuni sistemi della General Electric già in uso su altri modelli Ford).

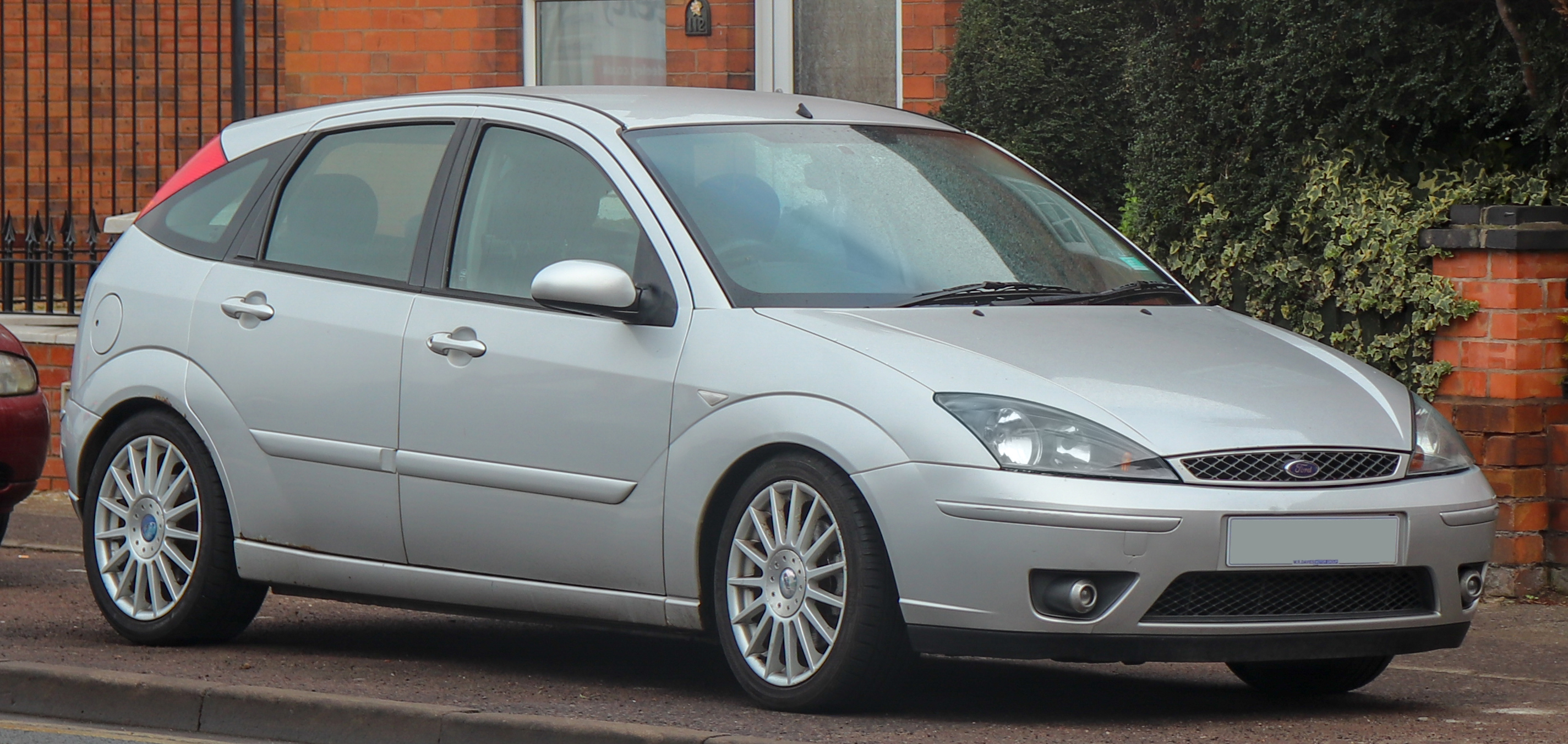
La Focus ST 170

Dal restyling nacque anche la ST 170, equipaggiata con un 2.0 litri benzina da 173 CV, cambio a sei rapporti, luci anteriori sportive, dischi dei freni maggiorati e telaio irrigidito.
I sedili vennero sostituiti da altri più sportivi e avvolgenti della Recaro. Nel novembre del 2002 venne introdotta anche la versione con propulsore funzionante a gas. La produzione della Focus Mk1 terminò nel 2005, ma continuò fino al 2007 in Nord America e fino al 2008 in Sud America.

### Focus RS
Sempre nel 2002 venne introdotta una versione sportiva denominata Focus RS (RS significa Rally Sport) che si ispirava al modello da corsa WRC allora guidato da Colin McRae, Carlos Sainz e Markko Märtin per gareggiare nel rally mondiale. La RS manteneva la base estetica del primo modello, quello non ristilizzato, ma con una linea più sportiveggiante.

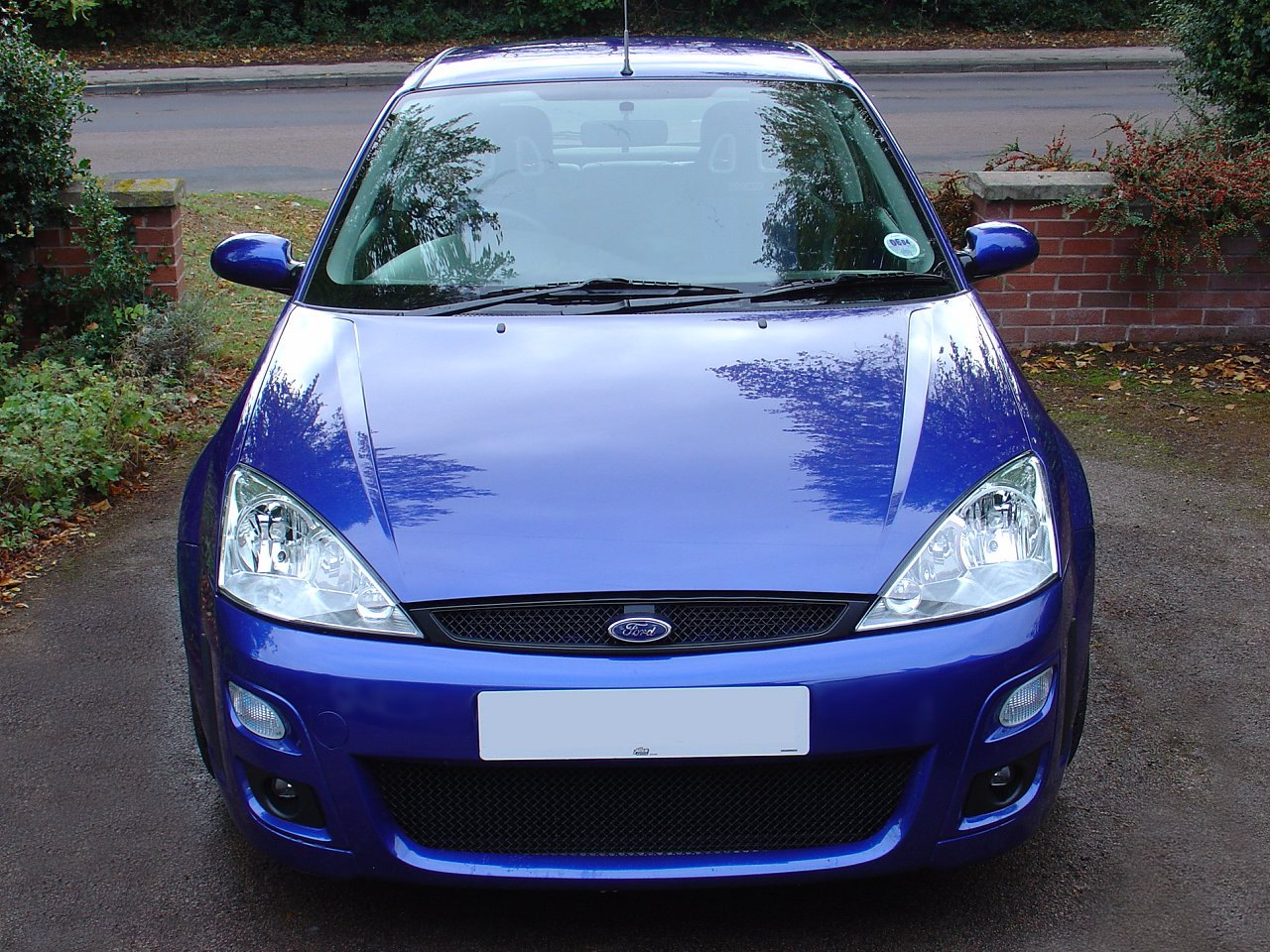
Ford Focus RS

Tale mezzo venne costruito partendo dal prototipo T230 realizzato in collaborazione con le aziende Mountune, GMD e Gordon Spooner Racing. Realizzato in otto esemplari, il mezzo, derivato dalla Focus 2.0L Zetec trae il nome dal fatto che il propulsore fosse di tipo turbo e che produceva la potenza di 230 CV. I cerchi erano in lega nella misura di 17", mentre il turbocompressore era fornito dalla Garret. Quest'ultimo era abbinato a un intercooler della Quaife LSD Custom. Il veicolo era fornito di un body-kit ispirato alla vettura da rally originale.
La Focus RS era equipaggiata con il motore Duratec RS turbo 2.0 cm³, derivato dal Duratec 16V da 130 CV che rappresentava il top di gamma tra le normali motorizzazioni a benzina. L'RS possedeva quindi una potenza massima 215 CV (158 kW) a 5.500 giri/min e una coppia massima di 310 N·m a 3.500 giri/min. Questi dati si traducevano in un'accelerazione 0–100 km/h in 6,7 secondi e in una velocità massima di circa 232 km/h. Grazie ai freni sportivi, l'RS passava da 160 km/h fino al completo arresto in soli 93 metri.
Venne equipaggiata con numerosi componenti sportivi, tra i più famosi nel mondo delle competizioni: come i sedili avvolgenti griffati Sparco, i cerchi in lega leggera OZ Racing da 18" con pneumatici Michelin 225/40 R18 a profilo ribassato e i freni Brembo con dischi ventilati e pinze a quattro pistoncini. Il differenziale sportivo era della Quaife con compensazione automatica della coppia che individuava l'eventuale riduzione di coppia su una ruota anteriore, ridistribuendola per evitare il pattinamento, il turbocompressore era della Garrett Systems, gli ammortizzatori della Sachs e il cambio era a leva corta con cinque rapporti corti. La Focus RS venne limitata a 4.501 esemplari in tutto il mondo con solo due colorazioni: Blue Imperiale o Racing Blue. Ogni RS aveva il numero di serie stampato nella console centrale. La produzione terminò l'11 settembre 2003.

## Motorizzazioni
| Modello                      | Disponibilità          | Motore                       | Cilindrata cm³ | Potenza                        | Coppia max             | 0–100 km/h (secondi) | Velocità max (km/h) | Consumo medio (km/l) |
| 1.4 Zetec-SE 16V 75          | dal 10/1998 al 02/2001 | 4 cilindri in linea, Benzina | 1388           | 55 kW (75 CV) @5000 giri/min   | 125 N·m @3500 giri/min | 14,4                 | 171                 | 15,2                 |
| 1.6 Zetec-SE 16V 100         | dal 10/1998 al 04/2005 | 4 cilindri in linea, Benzina | 1596           | 74 kW (100 CV) @6000 giri/min  | 140 N·m @4000 giri/min | 11                   | 185                 | 13,7                 |
| 1.8 Zetec-E 16V 115          | dal 10/1998 al 04/2005 | 4 cilindri in linea, Benzina | 1796           | 85 kW (115 CV) @5750 giri/min  | 158 N·m @3750 giri/min | 10,2                 | 198                 | 13,1                 |
| 2.0 Zetec-E 16V 130          | dal 10/1998 al 04/2005 | 4 cilindri in linea, Benzina | 1988           | 96 kW (130 CV) @5750 giri/min  | 174 N·m @3750 giri/min | 9,2                  | 201                 | 11,2                 |
| 2.0 Duratec ST 16V 170       | dal 06/2002 al 04/2005 | 4 cilindri in linea, Benzina | 1988           | 127 kW (173 CV) @7000 giri/min | 196 N·m @5500 giri/min | 8,2                  | 215                 | 10,9                 |
| 2.0 Duratec RS Turbo 16V 215 | dal 01/2003 al 04/2005 | 4 cilindri in linea, Benzina | 1988           | 158 kW (215 CV) @5500 giri/min | 310 N·m @3500 giri/min | 6,7                  | 232                 | 9,9                  |
| 1.8 Endura-DI 8V 75          | dal 10/1998 al 10/2001 | 4 cilindri in linea, Diesel  | 1753           | 55 kW (75 CV) @4000 giri/min   | 175 N·m @1800 giri/min | 16,5                 | 167                 | 19,6                 |
| 1.8 Endura-DI 8V 90          | dal 10/1998 al 10/2001 | 4 cilindri in linea, Diesel  | 1753           | 66 kW (90 CV) @4000 giri/min   | 200 N·m @2000 giri/min | 12,4                 | 185                 | 18,5                 |
| 1.8 Duratorq DLD-418 8V 101  | dal 05/2001 al 04/2005 | 4 cilindri in linea, Diesel  | 1753           | 74 kW (101 CV) @3800 giri/min  | 230 N·m @1850 giri/min | 11,4                 | 185                 | 18,8                 |
| 1.8 Duratorq DLD-418 8V 115  | dal 05/2001 al 04/2005 | 4 cilindri in linea, Diesel  | 1753           | 85 kW (115 CV) @3800 giri/min  | 250 N·m @1850 giri/min | 10,8                 | 196                 | 18,8                 |

## Attività sportiva

### Ford Focus WRC: 1999-2005

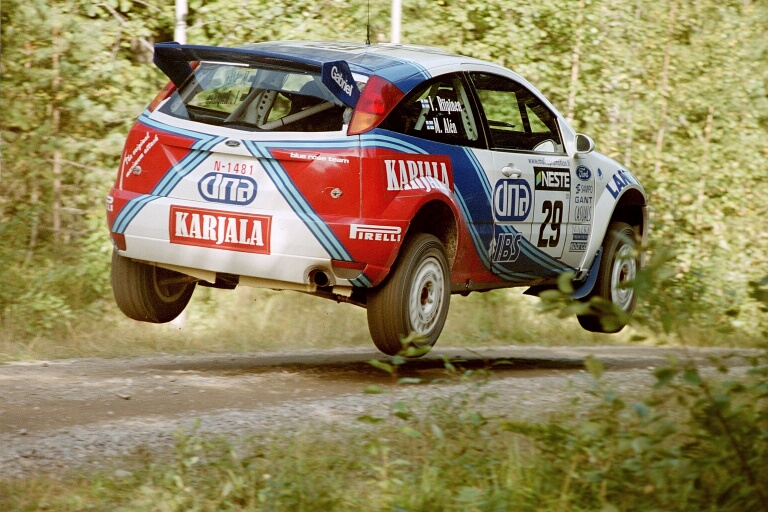
Focus WRC

La prima Focus WRC venne sviluppata tra il 1997 e il 1998 dalla Ford insieme alla britannica M-Sport e realizzata nel 1999 per sostituire la Ford Escort WRC. Debuttò nel campionato del mondo rally 1999 al rally di Monte Carlo con Colin McRae e Simon Jean-Joseph come piloti delle due vetture. Arrivarono immediatamente alle prime posizioni, registrando tempi record nei vari settori, ma l'uso di un componente illegale per il regolamento fece squalificare le due automobili dall'evento.
La Focus vinse la prima volta grazie a Colin McRae al Safari Rally 1999 con 15 minuti di distacco dalla seconda posizione, occupata dalla Toyota Corolla WRC di Didier Auriol.
Nel mondiale 2003, per le competizioni della seconda parte della stagione, Ford realizzò una nuova versione chiamata Focus RS WRC 03. La vettura, grazie a un corpo alleggerito e a una nuova aerodinamica dei paraurti e alettoni, vinse diverse gare con Markko Märtin. Le versioni realizzate nel 2004 e 2005, non erano nient'altro che evoluzioni della 03.